# Osvald Johansson
Karl Teodor Osvald Johansson (Upsália, 7 de outubro de 1932 — Estocolmo, 20 de fevereiro de 1975) foi um ciclista sueco que competia em provas de estrada.

## Roma 1960
Competiu nos Jogos Olímpicos de Verão de 1960 em Roma, onde fez parte da equipe sueca que terminou em quinto lugar nos 100 km contrarrelógio por equipes. Individualmente, terminou na 47ª posição.